# Cephalophus leucogaster
O Cephalophus leucogaster é um pequeno antílope encontrada na África Central.